# Disney in Concert
Disney in Concert ist eine Konzertreihe von Semmel Concerts Entertainment, in denen Solisten bekannte Disney-Lieder mit dem Hollywood-Sound-Orchestra performen. Die Konzertreihe findet seit 2016 statt. Jede Konzertreihe steht unter einem anderen Motto und ein Moderator führt durch die einzelnen Beträgen, die von bekannten nationalen Musicaldarstellern und Sänger präsentiert werden.
Für 2026 wurde eine weitere Tour angekündigt.

## Aufführungen
| Jahr      | Beginn            | Ende              | Vorstellungen | Motto                  | Solisten | Moderator                                           |
| --------- | ----------------- | ----------------- | ------------- | ---------------------- | --- | --------------------------------------------------- |
| 2015      | 11. Juli 2015     | 11. Juli 2015     | 1             | -                      | - Annett Louisan - Michael Patrick Kelly - Chima - Lars Redlich - Lucy Scherer - Deborah de Ridder - Veit Schäfermeier Stargäste: - Richard-Salvador Wolff - Myrthes Monteiro    | Steven Gätjen                                       |
| 2016      | 24. März 2016     | 4. Dezember 2016  | 11            | -                      | - Alexander Klaws - Lars Redlich - Willemijn Verkaik - Milica Jovanović - Veit Schäfermeier Stargäste: - Michael Patrick Kelly - Oonagh                                          | Jan Köppen                                          |
| 2017      | 30. November 2017 | 22. Dezember 2017 | 15            | Magic Moments          | - Milica Jovanovic - Willemijn Verkaik - Sabrina Weckerlin - Cassandra Steen - Anton Zetterholm - Lars Redlich - Gil Ofarim - Brian Hull                                         | Jan Köppen                                          |
| 2018/2019 | 5. Dezember 2018  | 17. Februar 2019  | 17            | Wonderful Worlds       | - Alexander Klaws - Cesár Sampson - Ivy Quainoo - Mark Seibert - Elisabeth Hübert - Anton Zetterholm - Sabrina Weckerlin - Annett Louisan                                        | -                                                   |
| 2022      | 6. Mai 2022       | 29. Mai 2022      | 20            | Dreams Come True       | - Lisa Antoni - Philipp Büttner - Mandy Capristo - Enrico de Pieri - Sabrina Weckerlin - Anton Zetterholm                                                                        | Daniel Boschmann                                    |
| 2023      | 13. April 2023    | 06. Mai 2023      | 15            | Disney100: The Concert | - Gonzalo Campos Lopez - Kristina Love - Roberta Valentini - Alexander Klaws - Charlie Burn Ensemble: - Masengu Kanyinda - Georgina Hagen - Tobias Joch - Richard-Salvador Wolff | Jan Köppen (13.-20.04.) Simon Beeck (22.04.-06.05.) |
| 2024      | 20. April 2024    | 11. Mai 2025      | 15            | Believe in Magic       | - Andreas Bongard - Judith Caspari - Gino Emnes - Patricia Meeden - Willemijn Verkaik - Drew Sarich                                                                              | Romina Langenhan Lars Redlich                       |
| 2025      | 5. Mai 2025       | 25. Mai 2025      | 18            | Follow Your Dreams     | - Alexander Klaws - Sabrina Weckerlin - Abla Alaoui - Gonzalo Campos López - Elindo Avistia - Chasity Crisp                                                                      | Daniel Boschmann                                    |
| 2026      | 23. Oktober 2026  | 8. November 2026  | 13            | Wishes and Wonders     | |                                                     |